# Parakysis
Parakysis är ett släkte av fiskar. Parakysis ingår i familjen Akysidae.
Kladogram enligt Catalogue of Life:
| Parakysis | \| \| Parakysis anomalopteryx \| \| \| \| \| \| Parakysis grandis \| \| \| \| \| \| Parakysis hystriculus \| \| \| \| \| \| Parakysis longirostris \| \| \| \| \| \| Parakysis notialis \| \| \| \| \| \| Parakysis verrucosus \| \| \| \| |
|           | \| \| Parakysis anomalopteryx \| \| \| \| \| \| Parakysis grandis \| \| \| \| \| \| Parakysis hystriculus \| \| \| \| \| \| Parakysis longirostris \| \| \| \| \| \| Parakysis notialis \| \| \| \| \| \| Parakysis verrucosus \| \| \| \| |
|           | Acrochordonichthys |
|           | |
|           | Akysis |
|           | |
|           | Breitensteinia |
|           | |
|           | Pseudobagarius |
|           | |
|           | Parakysis anomalopteryx |
|           | |
|           | Parakysis grandis |
|           | |
|           | Parakysis hystriculus |
|           | |
|           | Parakysis longirostris |
|           | |
|           | Parakysis notialis |
|           | |
|           | Parakysis verrucosus |
|           | |

|  | Parakysis anomalopteryx |
|  |                         |
|  | Parakysis grandis       |
|  |                         |
|  | Parakysis hystriculus   |
|  |                         |
|  | Parakysis longirostris  |
|  |                         |
|  | Parakysis notialis      |
|  |                         |
|  | Parakysis verrucosus    |
|  |                         |